# Manihotoides
Manihotoides é um género botânico pertencente à família Euphorbiaceae.

## Espécie
Manihotoides pauciflora (Brandegee) D.J.Rogers & Appan